# Eight Frames a Second
| Recensione | Giudizio |
| ---------- | -------- |
| AllMusic   |          |

Eight Frames a Second è l'album di debutto del cantautore folk inglese Ralph McTell, pubblicato dalla casa discografica Transatlantic Records nel febbraio 1968.

## Tracce

### LP
Lato A
Testi e musiche di Ralph McTell, eccetto dove indicato.
1. Nanna's Song – 3:05
2. The Mermaid and the Seagull – 4:05
3. Hesitation Blues – 2:43 (Tradizionale, arrangiamento: Ralph McTell)
4. Are You Receiving Me? – 3:37
5. Morning Dew – 3:10 (Tim Rose)
6. Sleepytime Blues – 3:50

- Il brano Morning Dew nella pubblicazione inglese dell'album originale è attribuito a Tim Rose, in quella nordamericana (Capitol Records) a Bonnie Dobson

Lato B
Testi e musiche di Ralph McTell, eccetto dove indicato.
1. Eight Frames a Second – 3:20
2. Willoughby's Farm – 2:00
3. Louise – 3:45
4. Blind Blake's Rag – 1:55
5. I'm Sorry - I Must Leave – 2:15
6. Too Tight Drag – 2:29 (Blind Blake)
7. Granny Takes a Trip – 2:40 (Geoffrey Bowyer, Christopher Beard)

- Durata dei brani ricavati dalla pubblicazione nordamericana dell'album originale pubblicato dalla Capitol Records (ST-240)

## Musicisti
- Ralph McTell – voce, chitarra
- Mac MacGann – chitarra double neck
- Henry VIII (Michael Bartlett) – jug (bottiglione)
- Whispering Mick (Mick Bennett) – washboard
- Bob Strawbridge – mandolino

Note aggiuntive
- Groove Productions – produttore (per la Transatlantic Records)
- Tony Visconti – arrangiamenti, direttore musicale
- Bobby Davidson – foto copertina album originale [2]